# ロジパルエクスプレス
株式会社ロジパルエクスプレスは、東京都葛飾区に本社を置く運送業者。バンダイロジパルの子会社で、バンダイナムコグループの企業である。

## 概要
従来バンダイナムコグループにおける国内運送業務や倉庫業務は、株式会社バンダイロジパルが担ってきたが、2007年に国内運送業務や倉庫業務などの現業業務を分社化する形で設立された。
貨物自動車による運送事業に関しては、バンダイナムコグループの商品輸送のほか、一般運送も行っている。一部地域では産業廃棄物収集運搬業の許可を得ている。葛飾区四ツ木にある自動車整備工場は、関東運輸局長指定工場となっており、東京日野自動車、いすゞ自動車首都圏、日本フルハーフ、日本トレクス、トランテックスのサービス工場もしくは協力工場に指定されている。

## 沿革
- 2007年7月 - バンダイロジパルから国内運送業務や倉庫業務などの現業業務を分社化する形で設立。
- 2008年6月 - 車両整備部門であるバンダイ自動車を吸収合併。
- 2016年4月 - バンダイロジパルからアーケードゲーム機の物流業務を完全移管。

## 事業所
〇はトラック配置事業所。無印は倉庫業務のみ。東四つ木と船橋は車両整備工場併設（四つ木は指定工場）。
〇札幌市、○花巻市、北上市、〇仙台市、壬生町、〇春日部市、上尾市、〇船橋市、東四つ木、お台場、〇平和島、〇川崎市、〇横須賀市、金沢市、〇静岡市、名古屋市、〇一宮市、〇茨木市、〇大阪南港、〇神戸市、〇福山市、坂出市、北九州市、〇粕屋町、御船町、浦添市